# Castorocauda
Castorocauda é um gênero de vertebrado mamaliaforme do grupo dos docodontes que viveu há cerca de 164 milhões de anos, no Jurássico. Os seus fósseis foram descobertos na Formação Jiulongshan na Mongólia Interior e representam o maior e mais antigo organismo mamaliaforme conhecido. O Repenomamus, embora de maiores dimensões, é mais recente, datando de há cerca de 130 milhões de anos. O achado constitui mais uma prova para a teoria de que os mamíferos e seus precursores do Mesozóico ocupavam nichos ecológicos muito diversificados, por oposição à ideia que viviam na periferia ecológica dos répteis.
O Castorocauda lutrasimilis foi um organismo semi-aquático, que pode ser descrito como uma mistura de ornitorrinco, castor e lontra (embora esta descrição seja apenas para facilitar a visualização, uma vez que não é aparentado com nenhum destes mamíferos modernos). O seu nome científico foi atribuído de acordo com esta semelhança morfológica: Castorocauda significa “cauda de castor” e lutrasimilis “parecido com lontra”. A identificação desta espécie como pertencente ao grupo dos docodontes foi feita com base em critérios de dentição e estrutura dos ossículos do ouvido interno.
A reconstituição do fóssil sugere que em vida o Castorocauda media cerca de meio metro de comprimento e pesava cerca de meio quilo. Os fósseis foram encontrados em sedimentos lacustres, muito finos, que preservaram estruturas delicadas e que normalmente não sobrevivem aos processos de fossilização. Esta qualidade invulgar permitiu reconhecer porções de pelagem (a mais antiga descoberta até 2006), membranas interdigitais em todas as patas e dentes especializados numa alimentação à base de peixe. Com estas características, o Castorocauda é o primeiro mamaliforme conhecido com uma vida semi-aquática, cerca de 100 milhões de anos antes do aparecimento dos primeiros cetáceos e sirénios. A descoberta de pêlo e estruturas da pele no Castorocauda permite também verificar que a existência de pelagem não é exclusiva dos mamíferos. As características morfológicas do Castorocauda, semelhantes às apresentadas pelos mamíferos semi-aquáticos modernos, como o castor ou a lontra, com os quais não está relacionado, são um exemplo do fenómeno de evolução convergente.